# Steinibühlweiher
Steinibühlweiher es un estanque en Sempach en el Canton de Lucerna, Suiza. La reserva tiene una superficie de 3 ha.
- Datos: Q3301707